# Peter van Rij
Peter Willem Martijn van Rij (Rotterdam, 22 maggio 1976) è un ex cestista olandese con cittadinanza tedesca, professionista in Germania e in Italia.

## Carriera

### Club
Cresce inizialmente nel settore giovanile dell'AMVJ Rotterdam insieme a Francisco Elson, poi vola negli Stati Uniti dove gioca per la Fairfield University e per la Charleston Southern University.
Inizia la sua prima stagione da professionista in Germania al Matabox Braunschweig, ma complice i problemi economici della squadra decide di partire, e nel febbraio 2001 si accasa al Basket Rimini in Serie A1 dove sostituisce l'infortunato Ștefan Ciosici: qui scende in campo in 11 occasioni, partendo tre volte da titolare e giocando in media 6,7 minuti.
La sua carriera continua nella 2. Basketball-Bundesliga, con un'annata all'OSC Magdeburgo seguita da cinque campionati con la canotta dei Wolfenbüttel Dukes. Nel 2007-08 torna al Magdeburgo, club nel frattempo ribattezzato e retrocesso in terza serie. Disputa infine una stagione in seconda serie ad Hannover prima di chiudere la carriera con la terza parentesi personale al Magdeburgo.

### Nazionale
Tra il 2001 e il 2002 ha vestito anche la canotta della nazionale olandese, dopo aver fatto parte delle selezioni Under-16 e Under-18.